# Kristin King
Kristin King, född den 21 juli 1979 i Piqua, Ohio i USA, är en amerikansk ishockeyspelare.
Hon tog OS-brons i damernas ishockeyturnering i samband med de olympiska ishockeytävlingarna 2006 i Turin.